# Trần Công Lộc
Trần Công Lộc là kiểm sát viên Việt Nam, nguyên Viện trưởng Viện kiểm sát nhân dân tỉnh Cà Mau (1998-2008), Viện trưởng Viện kiểm sát nhân dân tỉnh Minh Hải (cũ). Ông bị cách chức Viện trưởng Viện kiểm sát nhân dân tỉnh Cà Mau vào năm 2008 do gian dối và bỏ lọt tội phạm.

## Tiểu sử
Trước tháng 5 năm 1996, Trần Công Lộc là Viện phó Viện kiểm sát nhân dân tỉnh Minh Hải (cũ).
Tháng 5 năm 1996, Trần Công Lộc được bổ nhiệm giữ chức vụ Viện trưởng Viện kiểm sát nhân dân tỉnh Minh Hải.
Năm 1997, tỉnh Minh Hải chia tách thành hai tỉnh Cà Mau và Bạc Liêu.
Năm 1998, Trần Công Lộc được bổ nhiệm giữ chức vụ Viện trưởng Viện kiểm sát nhân dân tỉnh Cà Mau.
Cuối năm 2004, Trần Công Lộc được tái bổ nhiệm giữ chức vụ Viện trưởng Viện kiểm sát nhân dân tỉnh Cà Mau.
Ngày 15 tháng 5 năm 2008, Viện trưởng Viện kiểm sát nhân dân tối cao Việt Nam ra quyết định tạm đình chỉ chức vụ Viện trưởng Viện kiểm sát nhân dân tỉnh Cà Mau của ông Trần Công Lộc trong vòng hai tháng.
Ngày 22 tháng 5 năm 2008, Ban thường vụ Tỉnh ủy Cà Mau quyết định kỉ luật cách chức Bí thư Ban cán sự Đảng và khai trừ ra khỏi Đảng Cộng sản Việt Nam đối với ông Trần Công Lộc.
Ngày 17 tháng 11 năm 2008, Viện trưởng Viện kiểm sát nhân dân tối cao Việt Nam cách chức Viện trưởng Viện kiểm sát nhân dân tỉnh Cà Mau đối với ông Trần Công Lộc do có sai phạm trong việc bỏ lọt tội phạm và gian dối kê khai tài sản, đồng thời bổ nhiệm ông Đàm Hoàng Vũ, Phó Viện trưởng Viện kiểm sát nhân dân tỉnh Cà Mau thay thế.

## Gia đình
Ông đã kết hôn với bà Trương Hoài Thanh và có bốn người con.